# 軟體組建
在計算機科學中，軟體組建（英語：Software build，又譯為軟體构建、軟體構築），意指由原始碼檔案轉換成可以在電腦上執行的軟體這中間的過程，或是轉換後的結果。軟體組建中最重要的一個步驟，就是由原始碼轉換為可執行機器碼這之間的編譯過程。為了進行版本控制，在執行完軟體組建，之後釋出的軟體程式，通常會給與一個軟體版本號。